# Mayra Citlalli Rojo
Mayra Citlalli Rojo Gómez es una historiadora de arte contemporáneo, investigadora, artista interdisciplinar en artes, cine y discursos del cuerpo y curadora mexicana. Desarrolló técnicas de diseño y estandarización de cultivos de celulosa bacteriana para uso artístico y textil como parte del bioarte. 

## Biografía
Fue seleccionada para residencias artísticas sobre Ciencia y Arte en Portugal en el 2021, en el Programa Europeo de Biofricción Finlandia 2020 y Suiza 2019. Junto con el artista mexicano Víctor Martínez en el 2019 desarrolló el Laboratorio de acciones en el espacio público en Berlín. Ha participado en la investigación y propuestas curatoriales de los archivos de los fotoperiodistas Leo Matiz Espinoza y Héctor García Cobo. 
Escribe artículos sobre cine, política y arte contemporáneos en El Salto, diario de España, Animal Político en México, WereMagazine y Amazona en México, Brasil y Argentina.

## Estilo artístico
Mayra Rojo desarrolló técnicas de diseño y estandarización de cultivos de celulosa bacteriana para uso artístico y textil como parte del bioarte. Fusiona en algunas piezas la ilustración con el ensamble de flores, pistilos, papel, dibujo en tinta, gráfica, textil y arte tridimensional.  Otras están inspiradas en el Códice de la Cruz-Badiano, el tratado de las supersticiones y costumbres gentilicias de los indios naturales de esta Nueva España y en un texto de Hernando Juan Ruiz de Alarcón sobre la Ipomoea purpurea, que fue una planta prohibida, por estar vinculada con rituales de orden mágico, como el peyote y los hongos.

## Obra
La obra, Florilegia. Misterios Abominables, compuesta por más de sesenta piezas de bioarte, fue expuesta en la Casa de la Primera Imprenta de América, de la Universidad Autónoma Metropolitana de diciembre de 2022 a marzo de 2023, compuesta por una serie de ilustraciones, dibujos e intervenciones textiles sobre celulosa bacteriana, papel arroz, algodón de ceiba, que muestran flores y plantas como la Abelia cella, la Orchidaceae, la Ipomoea violácea y la Turbina corymbosa.  Como parte de la exposición Florilegia, comparte el proceso de fermentación de una flor de la que resulta vinagre, a manera de ensamble escultórico.
Ha realizado exposiciones colectivas e individuales en América y Europa. En 2017 expuso su obra Sem Censura en la muestra de autonomía del arte organizado por los Espacios Artísticos Independientes de Florianópolis, Brasil. En 2019 expuso Apuntes para un Atlas de anatomía-botánica en la decimoquinta edición de la Feria de Arte Contemporáneo de Montreux. Ophelia's Dead en Vevey, 2010. Fue expositora en el 30º Encuentro Nacional de Arte Joven 2010 y en el Festival Internacional de Videodanza de Río de Janeiro Dança em Foco 2014. Entre sus publicaciones teóricas se encuentran: El retorno del monstruo: poder subversivo,  Zombi, Zumbi, Zombie: El sonido de la multitud, Tejiendo historias en Ciudad de México y Berlín y sus publicaciones gráficas: Labio Asesino, Este País e Intempestiva. 

## Premios y reconocimientos
Durante la exposición del 2007 fue la artista invitada de la exposición Faunas del fotógrafo Joan Fontcuberta en el Museo Universitario del Chopo y el Museo Nacional de Historia Natural. 
Fue curadora invitada en el Proyecto Traslados en Chile bajo el tema curadurías colectivas y migración del 2016. Se encargó de la investigación y curaduría en la exposición María Félix: la Diva a través de los ojos de Héctor García en 2014.